# Manuel Salvat Dalmau
Manuel Salvat Dalmau (Barcelona, Cataluña, 4 de octubre de 1925 - 11 de septiembre de 2012) fue un editor español. De una familia de importante tradición editorial, llegó a dirigir la Editorial Salvat e incluso ser presidente de la Unión Internacional de Editores.

## Biografía
Hijo de Santiago Salvat Espasa y de Rosa Dalmau Vilá y nieto de Manuel Salvat Xivixell. Estudió en el Colegio Sant Ignasi - Sarrià de Barcelona donde fue reconocido como brillante alumno. Licenciado en Derecho por la Universidad de Barcelona y en Alta Dirección de Empresas (IESE Business School). Casado con Blanca Vilá Reyes, tuvo siete hijos. Además, fue cofundador junto con otros cinco matrimonios (los Amor Sagués, los Tornos, Poblet, Puche, Comas y  Latorre), el sacerdote Joan Alemany i Esteve y el escritor y pedagogo Emili Teixidor de la Escuela Patmos (1958) de Barcelona.

## Vida profesional

### Editorial Salvat
Manuel Salvat Dalmau se incorporó a la empresa familiar, Salvat Editores S.A. (Editorial Salvat), a finales de los años 1940, llegando a gerente, junto a sus hermanos Santiago y Juan. La empresa era entonces líder en el mercado hispanoamericano en diccionarios y en obras médicas. Desde esta posición desarrolló un profundo cambio en el sector editorial español masificando las ventas de enciclopedias a través de fascículos. El grupo Salvat se asoció a la familia Boroli, dueña de De Agostini, que había iniciado el camino de los fascículos en Italia. Para ello se creó una nueva distribuidora, Marco Ibérica S.A. (MIDESA), que llegaba semanalmente a 22 mil quioscos y otros puntos de venta, lo que permitió obtener en 1965 un éxito sin precedentes con la Enciclopedia Monitor, de la que se llegaron a vender más de 300 mil colecciones completas.
Otros éxitos importantes bajo su dirección de la empresa fueron la Enciclopedia de la Fauna, de Félix Rodríguez de la Fuente, con más de 200 mil obras vendidas, y la colección de libros de bolsillo RTV, cuyo número uno, en 1969, superó el millón de ejemplares. La Editorial Salvat llegó a crear más de 50 enciclopedias y colecciones seriadas de libros, siendo también pionera en la incorporación de discos y casetes en diversas obras. En Francia llegó a tener una importante cuota de mercado, por medio de Alpha Editions. En Latinoamérica se especializó en la venta de enciclopedias en grandes superficies con un notable éxito.
Su trayectoria le llevó a ser Presidente de la Unión Internacional de Editores (UIE) de 1980 a 1984.
El grupo de empresas Salvat fue adquirido a finales de los años 1980 por la multinacional francesa Hachette.

### Caso Matesa
Manuel Salvat Dalmau fue segundo accionista de una de las empresas de su familia política, Matesa (Maquinaria Textil del Norte de España S.A.). En 1969 se vio requerido a pagar la parte avalada de los créditos oficiales a la exportación que la empresa había dispuesto entre 1963 y 1969, cuando estalló el escándalo, que llevaría a condenar por estafa a su cuñado y principal accionista de la empresa, Manuel Salvat había afianzado dichos créditos al igual que su cuñado. Pero, a diferencia de éste, no fue imputado en el caso Matesa, y transó  dicha deuda en 1974 con la Comisión Liquidadora de los Créditos a la Exportación (Ministerio de Hacienda) obteniendo la carta de pago correspondiente, lo que le permitió proseguir su tarea editorial.